# Stavros Xarchakos
Stavros Xarchakos, (n. 14 martie 1939) este un compozitor, drijor și om politic grec, membru al Parlamentului European în perioada 1999-2004 din partea Greciei. A dobândit notorietate internațională datorită compunerii coloanei sonore a filmul Rembetiko (film) din anul 1983.

## Opere

### Compozitor
- 1963: Kokkina Fanaria (Κόκκινα Φανάρια, film de Vasilis Georgiadis)
- 1964: Lola (Λόλα)
- 1964: Monastiraki - tetragono (Μοναστηράκι - τετράγωνο)
- 1964: I Ellada tis Melinas (Η Ελλάδα της Μελίνας) cu Melina Mercouri
- 1966: Ena mesimeri (Ένα μεσημέρι)
- 1966: Ellispontos (Ελλήσποντος)
- 1968: Chromata (Χρώματα)
- 1969: Thrinos gia ton Ignacio Sanchez Mejias (Θρήνος για τον Ιγνάθιο Σάντζιεθ Μεχίας = Llanto Por Ignacio Sanchez Mejias von Federico Garcia Lorca)
- 1969: Koritsia ston ilio (Κορίτσια στον ήλιο, Film von Vasilis Georgiadis)
- 1969: Kosme agapi mou (Κόσμε αγάπη μου)
- 1972: Dionyse kalokeri mas (Διόνυσε καλοκαίρι μσς)
- 1974: To megalo mas tsirko (Το μεγάλο μας τσίρκο, piesă de teatru de Iakovos Kambanellis)
- 1974: Nyn ke ai (Νυν και αεί)
- 1983: Rembetiko  (Ρεμπέτικο, film al lui Kostas Ferris)
- 1985: "Theatrika" ("Θεατρικά")
- 1986: Xarchakos / Parios (Ξαρχάκος / Πάριος) cu Giannis Parios
- 1988: Synavlia (Συναυλία) cu Giorgos Dalaras și Dimitra Galani
- 1991: Ta kata Markon (Τα κατά Μάρκον)
- 1995: Aman ke amin (Αμάν και αμήν)
- 1995: Onira stis gitonies (Όνειρα στις γειτονιές) - solo de bouzouki Giorgos Zambetas
- 2002: Ι megaliteres epitychies tou (Οι μεγαλύτερες επιτυχίες του) (traducere: Cele mai mari succese)

### Dirijor
- 1989: Missa Criolla (Ariel Ramirez)
- 2004: Epitafios
- 2005: Mozart - Requiem 1791-1991 (Legend Classics)

1. ↑  „Stavros Xarchakos”, Internet Movie Database, accesat în 16 octombrie 2015
2. ↑  Czech National Authority Database, accesat în 1 martie 2022
3. ↑  Deputații în Parlamentul European